# Gonarthrus chioneus
Gonarthrus chioneus är en tvåvingeart som beskrevs av Mario Bezzi 1921. Gonarthrus chioneus ingår i släktet Gonarthrus och familjen svävflugor. Inga underarter finns listade i Catalogue of Life.